# Souter Johnnie’s Cottage

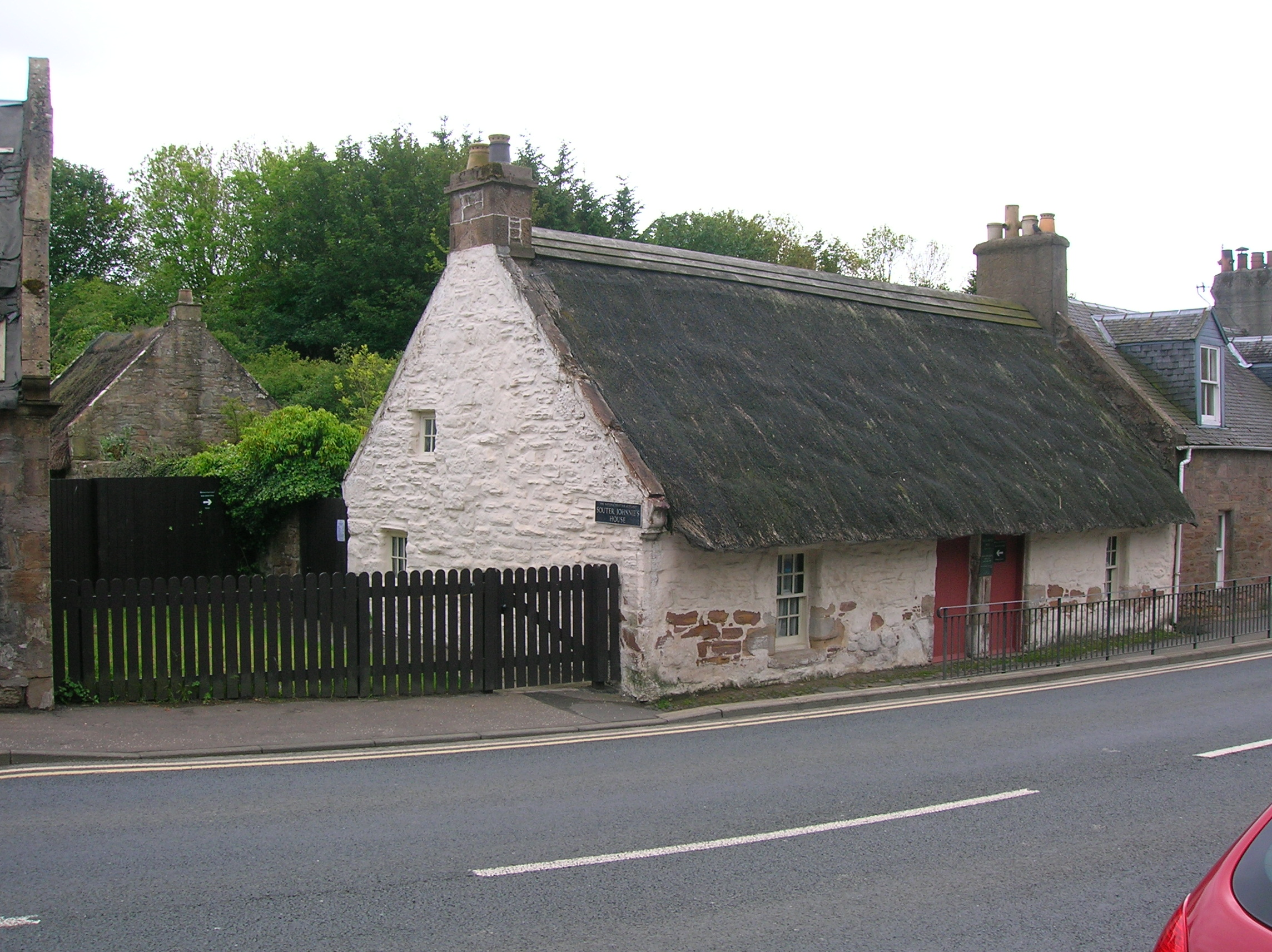
Souter Johnnie’s Cottage

Souter Johnnie’s Cottage ist ein Wohngebäude in der schottischen Ortschaft Kirkoswald in der Council Area South Ayrshire. 1971 wurde das Bauwerk in die schottischen Denkmallisten in der höchsten Denkmalkategorie A aufgenommen. Der Charakter Souter Johnnie in Robert Burns’ wohl bekanntestem Gedicht Tom o’ Shanter basiert auf der realen Person John Davidson. Davidson war Schuster in Kirkoswald und bewohnte dieses Gebäude. Das Souter Johnnie’s Cottage wurde vom National Trust for Scotland übernommen und verwaltet. 2024 betrug die Besucherzahl etwa 1.300 Personen.

## Beschreibung
Bei Souter Johnnie’s Cottage handelt es sich um ein traditionelles Cottage aus dem Jahre 1785. Es liegt direkt an der Main Road im alten Kern Kirkoswalds unweit der Kirkoswald Parish Church. Die Fassaden des einstöckigen Gebäudes sind gekalkt. Es schließt mit einem reetgedeckten Satteldach.